# Вардисубани (Мцхетский муниципалитет)
Вардисубани (груз. ვარდისუბანი) — село в Грузии, на территории Мцхетского муниципалитета края (мхаре) Мцхета-Мтианети.

## География
Село находится в центральной части Грузии, на левом берегу реки Ксани, на расстоянии приблизительно 16 километров (по прямой) к северо-западу от города Мцхета, административного центра края и муниципалитета. Абсолютная высота — 585 метров над уровнем моря.

## Население
По результатам официальной переписи населения 2014 года в Вардисубани проживало 157 человек (80 мужчин и 77 женщин). В национальной структуре населения грузины составляли 93,6 %, осетины — 5,7 %.
| Год  | Население, человек |
| ---- | ------------------ |
| 2002 | 98                 |
| 2014 | ↗ 157              |